# Чемпионат СССР по футболу 1941 (составы)
Чемпионат СССР по футболу 1941 (составы) — перечень футболистов, сыгравших в Чемпионате СССР по футболу 1941 года в группе «А» минимум один матч.

## История
Матчи прерванного турнира проходили с 27 апреля по 24 июня. Всего сыграно было 73 матча.

## Легенда
Команды распределены по занятым местам, от 1 до 15. Состав начинается с вратарей, затем после точки с запятой — полевые игроки. После инициала имени и фамилии идёт количество матчей, далее в скобках — количество забитых мячей. После перечня футболистов называется главный тренер.
Для московских клубов указан резервный состав

## Перечень
1. «Динамо» Москва: Б. Кочетов — 10; С. Соловьев — 10 (7 мячей), М. Семичастный — 10 (5), К. Бесков — 8 (3), Н. Дементьев — 6 (3), Н. Палыска — 10 (3), М. Якушин — 7 (3), С. Ильин — 4 (2), А. Назаров — 4 (1), В. Трофимов — 8 (1), В. Блинков — 10, П. Киселев — 10, В. Радикорский — 10, А. Чернышев — 10.
Тренер — Б. Аркадьев.
В резерве находились: вратарь Н. Медведев, Н. Бычков, И. Станкевич, Г. Качалин, В. Крылов, Н. Поставнин, защитник Н. Медведев, А. Лапшин, Е. Елисеев, В. Бехтенев, Алексей Пономарев, C. Черников.
2. «Динамо» Тбилиси: А. Ткебучава — 9, Г. Иоселиани — 2; Б. Пайчадзе — 10 (6), В. Панюков — 8 (6), Т. Гавашели — 8 (3), Г. Джеджелава — 8 (2), В, Бережной — 9 (2), М. Бердзенишвили — 10 (2), Т. Джорджикия — 2 (1), А. Кикнадзе — 9, Д. Кинцурашвили — 2, А. Пехлеваниди — 8, Л. Салдадзе — 1, Б. Фролов — 9, А. Харбедия — 5, Г. Челидзе — 2, Д. Джорбенадзе — 9.
Тренер — П. Филиппов.
3. «Динамо» Ленинград: А. Василенко — 7, В. Набутов — 4, Н. Хитров — 1; А. И. Федоров — 9 (5), И. Бизюков — 11 (4), К. Сазонов — 10 (4), В. Лотков — 11 (3), А. Алов — 11 (2), А. Викторов — 10 (1), Вал. Федоров — 11 (1), Е. Архангельский — 2, П. Быков — 1, П. Забелин — 11, В. Лемешев — 11, А. Николаев — 2, Б. Орешкин — 4, П. Сычев — 7, Е. Улитин — 3, А. Шапковский — 2.
Тренер — М. Окунь.
4. «Трактор» Сталинград: В. Ермасов — 7, А. Усов — 6; Виктор Матвеев — 11 (8), В. Ливенцев — 6 (3), Х. Динер — 5 (1), С. Папков — 9 (1), А. Рудин — 11 (1), И. Серов — 9 (1), Л. Шеремет — 12 (1), К. Беликов — 9, А. Григорьев — 11, В. Макаров — 11, Н. Покровский — 10, Н. Плонский — 10, И. Тяжлов — 9, В. Шведченко — 3, Е. Шпинёв — 3, М. Яновский — 2.
Тренер — А. Келлер.
5. «Стахановец» Сталино: В. Власенко — 7, К. Скрипченко — 6; Г. Бикезин — 11 (3), Г. Несмеха — 8 (3), И. Путятов — 11 (2), Б. Смыслов — 7 (2), Н. Исаев — 7 (1), Н. Наумов — 9 (1), П. Юрченко — 10 (1), С. Домбазов — 6, А. Загрецкий — 6, Н. Кононенко — 2, Н. Красюк — 4, Н. Кузнецов — 10, Г. Мазанов — 11, А. Михеев — 2, И. Смагин — 11.
Тренер — А. Дангулов.
6. «Красная Армия» Москва: В. Никаноров — 9; М. Орехов — 7 (3), А. Виноградов — 9 (2), К. Лясковский — 9 (2), В. Николаев — 9 (2), Г. Федотов — 3 (2), А. Гринин — 9 (1), Л. Карчевский — 1 (1), И. Щербаков — 5 (1), П. Щербатенко — 6 (1), А. Базовой — 2, А. Калинин — 4, С. Капелькин — 4, Н. Наумцев — 3, Г. Пинаичев — 9, А. Прохоров — 4, А. Тарасов — 2, В. Шлычков — 7.
Тренер — С. Бухтеев, с середины мая — П. Ежов.
В резерве: А. Стеценко, А. Гусев, В. Ермилов, В. Чистохвалов, К. Рева, Д. Васильев, А. Серов.
7. «Спартак» Москва: А. Акимов — 5, А. Леонтьев — 5; Алексей Соколов — 8 (8), П. Корнилов — 9 (4), Н. Морозов — 7 (2), Н. Гуляев — 7 (1), В. Семенов — 4 (1), В. Степанов — 3 (1), А. Волянин — 1, Б. Габовский — 5, Г. Глазков — 2, И. Кочетков — 7, Н. Климов — 4, К. Малинин — 9, А. Протасов — 1, К. Рязанцев — 8, Вас. Соколов — 9, Вик. Соколов — 5, Г. Тучков — 7.
Тренеры — П. Г. Попов и И. М. Филиппов.
В резерве: Ю. Есенин (из ереванского «Спартака»), А. Балябин, А. Кюзис (из «Спартака» Грозный), А. Миджия (из «Локомотива» Тбилиси), С. Артемьев, Ан. Старостин, В. Гуляев, С. Шмидт (из львовского «Спартака»), Л. Петров, Л. Румянцев, А. Оботов, А. Сеглин (воспитанник клубных команд «Локомотива»). В одесский «Спартак» перешли С. Холодков, Б. Соколов и О. Тимаков.
8. «Динамо» Киев: Н. Трусевич — 8, А. Идзковский — 2; К. Щегоцкий — 8 (3), П. Виньковатов — 8 (2), М. Матыас — 6 (2), В. Онищенко — 9 (2), А. Скоцень — 8 (2), В. Шиловский — 4 (2), Н. Балакин — 4 (1), В. Гребер — 6 (1), Б. Афанасьев — 9, В. Глазков — 9, Н. Махиня — 9, А. Клименко — 3, А. Садовский — 9.
Тренер — М. Бутусов.
9. Профсоюзы-2 Москва: Н. Разумовский — 10; И. Митронов — 10 (4), С. Кузин — 10 (2), А. Вахлаков — 4 (1), Г. Жарков — 6 (1), В. Мошкаркин — 9 (1), Пётр Петров — 4 (1), П. Теренков — 10 (1), Н. Алёшин — 9, Н. Бабич — 5, Н. Евсеев — 3, В. Егоров — 7, Л. Краузе — 10, С. Марушкин — 1, В. Новиков — 1.
Тренеры — К. П. Квашнин и Н. Н. Никитин.
В резерве: П. Ефимов («Металлург»), В. Виноградов («Торпедо»), А. Лобиков («Торпедо»), И. Рытов («Пищевик»), В. Савин («Пищевик»), М. Киреев («Локомотив»), Вас. Жарков («Буревестник», ЦДКА-клуб), А. Смоляков («Торпедо»), М. Енушков («Крылья Советов»), О. Липачев («Пищевик»).
10. «Спартак» Одесса: Б. Набоков — 5, А. Сокальский — 5; В. Щербаков — 9 (6), Л. Орехов — 9 (3), И. Борисевич — 9 (2), М. Васин — 10 (2), М. Чаплыгин — 6 (2), А. Шацкий — 6 (1), А. Брагин — 10, М. Гончаренко — 3, А. Доскалов — 2, И. Лифшиц — 7, В. Пуховский — 4, Н. Табачковский — 8, О. Тимаков — 5, В. Токарь — 8, М. Хейсон — 6, Н. Хижников — 6.
Тренер — Ю. Ходотов.
11. «Зенит» Ленинград: Б. Грищенко — 5, Л. Иванов — 3; А. Коротков — 8 (3), А. А. Федоров — 8 (3), В. Бодров — 8 (2), Б. Левин-Коган — 6 (2), П. Дементьев — 8 (1), М. Степанов — 4 (1), М. Барышев — 2, А. Зябликов — 7, С. Козинец — 5, Н. Копус — 1, А. Лебедев — 1, Г. Медведев — 8, С. Медведев — 6, Е. Одинцов — 2, О. Ошенков — 3, В. Сидоров — 6, Б. Чучелов — 3, А. Яблочкин — 6.
Тренер — К. Лемешев.
12. «Спартак» Ленинград: К. Евтеев — 7, А. Симанович — 4; П. Макаров — 8 (3), В. Смагин — 7 (2), С. Беспаленко — 9 (1), Р. Каричев — 5 (1), Н. Ярцев — 9 (1), П. Буянов — 4, П. Горбачев — 9, А. Ларионов — 5, А. Кузьмин — 6, А. Ёлкин — 2, А. Сергеев — 3, Б. Сорокин — 3, Д. Россихин — 8.
Тренер — П. Батырев.
13. «Динамо» Минск: А. Дорохов — 9, А. Квасников — 2; В. Панфилов — 9 (3), К. Балясов — 4 (1), П. Игнатов — 2 (1), В. Пономарев — 9 (1), Л. Соловьев — 10 (1), А. Абрамов — 9, М. Антоневич — 3, М. Волков — 7, Н. Зиновьев — 3, М. Коробко — 3, А. Малявкин — 8, С. Никульцев — 10, В. Огурцов — 2, А. Орлов — 1, В. Орлов — 2, Е. Пискарев — 1, Э. Райстерс — 6, А. Севидов — 7, А. Чолокян — 9, Н. Шевелянчик — 8.
Тренер — Л. Корчебоков.
14. «Спартак» Харьков: Н. Маховский — 7, В. Кулинченко — 2; В. Гусаров — 6 (2), С. Нинуа — 9 (2), А. Андреенко — 9 (1), А. Головин — 8 (1), В. Иванов — 9 (1), А. Горохов — 6, П. Грабарев — 2, В. Ищенко — 9, А. Касимов — 4, Д. Матвеев — 5, В. Рогозянский — 9, А. Тимченко — 1, Г. Топорков — 2, Г. Чумбуридзе — 4, А. Шевцов — 5, Н. Шкатулов — 3.
Тренер — Н. Кротов.
15. Профсоюзы-1 Москва: А. Головкин — 7, П. Архаров — 2, Н. Соколов — 1; К. Громов — 7 (2), В. Лахонин — 7 (2), А. Пономарёв — 9 (2), С. Лысов — 3 (1), В. Проворнов — 3 (1), П. Ступаков — 6 (1), А. Яковлев — 6 (1), В. Алякринский — 7, Г. Балаба — 6, Г. Иванов — 2, Николай Ильин — 9, Виктор Маслов — 5, С. Проценко — 3, К. Ратников — 4, А. Рёмин — 8, А. Ржевцев — 4, М. Степанов — 4, Н. Чернов — 3.
Тренеры — М. И. Гольдин и М. П. Сушков.
В резерве находились А. Ржевцев, В. Осминкин, А. Ильичев и Г. Шаров (все — «Крылья Советов» М), С. Беляков («Локомотив» М) и И. Конов.